# Marrakesh Express
Marrakesh Express is een lied van Crosby, Stills & Nash dat werd geschreven door Graham Nash. Het stond in 1969 op hun debuutsingle met Helplessly hoping op de B-kant. Daarnaast verscheen het op hun debuutalbum Crosby, Stills & Nash (1969).

## Achtergrond
Graham Nash schreef het lied al toen hij nog bij The Hollies speelde. Zijn toenmalige bandleden wezen het nummer echter af omdat het niet commercieel genoeg zou zijn en te veel zou afwijken van het type popmuziek dat de band gewoonlijk speelde.
Nash raakte steeds verder verwijderd van de band. Toen hij die eenmaal verlaten had en met David Crosby en Stephen Stills een nieuw trio had gevormd, kreeg het nummer een plaats op hun debuutalbum en werd het de eerste single die ze uitbrachten.

## Tekst en muziek
In aansluiting op het Marokkaanse thema mompelt Crosby in de intro enkele Arabische klanken. Express verwijst naar een treinverbinding en de inspiratie voor het lied kwam ook daadwerkelijk van een treinreis, namelijk een die Nash in 1966 maakte van Casablanca naar Marrakesh.
Het treingeluid komt terug in het ritme van het lied, waarbij de band geholpen wordt door sessiepercussionist Jim Gordon. Stills bespeelde meerdere instrumenten tijdens de opnames: een elektrische gitaar, Hammond B3-orgel, piano en basgitaar. De akoestische gitaar van Nash is bijna niet te horen omdat die overstemd wordt door de harmoniezang.

## Hitnoteringen
Het nummer stond twee weken in de Nederlandse Top 40 en bereikte geen notering in België. Het was ook een hit bij de Britten en Amerikanen en stond sinds de eeuwwisseling meer dan tien jaar achter elkaar in de Top 2000 van Radio 2.
| Land                       | piekpositie | aantal weken |
| -------------------------- | ----------- | ------------ |
| Verenigd Koninkrijk        | 17          | 9            |
| Verenigde Staten (Hot 100) | 28          | 8            |
| Nederland (Top 40)         | 36          | 2            |

NPO Radio 2 Top 2000
| Nummer met noteringen in de NPO Radio 2 Top 2000 | '99  | '00  | '01  | '02  | '03  | '04  | '05  | '06  | '07  | '08  | '09  | '10  | '11  |
| ------------------------------------------------ | ---- | ---- | ---- | ---- | ---- | ---- | ---- | ---- | ---- | ---- | ---- | ---- | ---- |
| Marrakesh Express                                | 1196 | 1337 | 1275 | 1421 | 1814 | 1372 | 1371 | 1865 | 1731 | 1619 | 1637 | 1511 | 1803 |

1. ↑  Een vetgedrukt getal geeft de hoogste notering aan.
2. ↑  Deze tabel is bijgewerkt tot en met de laatste editie (2024).

## Covers
Er verschenen verschillende covers van het nummer, zoals op een album van de Amerikaanse tenorsaxofonist Stan Getz (Marrakesh Express, 1969), de bandleider Enoch Light & The Light Brigade (Permissive polyphonics, 1970), Schot Tony Mimms (Tony Mimms, 1970), de Spaanse singer-songwriter Juan Marquez (Grandes grupos de los 60, 1973), de Japanse zanger Yasuharu Konishi, bekend van de Pizzicato Five (Les enfants, 1987), en de IJslandse radiopersoonlijkheid en zanger Jón Ólafsson (Stone free, 1996).